# NASA AD-1
Il NASA Ames Dryden-1 (AD-1) è stato un aeromobile sperimentale statunitense ad ala obliqua, facente parte di un programma di ricerca della NASA svoltosi al Dryden Flight Research Center (Edwards AFB, California) tra il 1979 ed il 1982, che dimostrò come un velivolo fosse in grado di volare ruotando le ali e variando il suo angolo di freccia convesso da 0 a 60° gradi.
L'unica ala obliqua fu costruita su un piccolo jet subsonico, l'AD-1 appunto che effettuò 79 voli nel corso della sua carriera.

## Storia

### Sviluppo
Il primo a pensare ad un aereo ad ala obliqua fu Robert T. Jones, ingegnere aeronautico presso la NACA e più tardi la NASA.
Il progetto iniziò dopo che vari studi analitici e in galleria del vento ebbero confermato che, a velocità superiori a Mach 1.4 l'aerodinamicità di un velivolo ad ali oblique era di gran lunga superiore ad un normale aeromobile ad ali a freccia. A regimi transonici e supersonici, le due semiali avrebbero dovuto spostarsi in modo da formare due angoli di freccia di 60°, da un lato negativo, da un altro positivo.

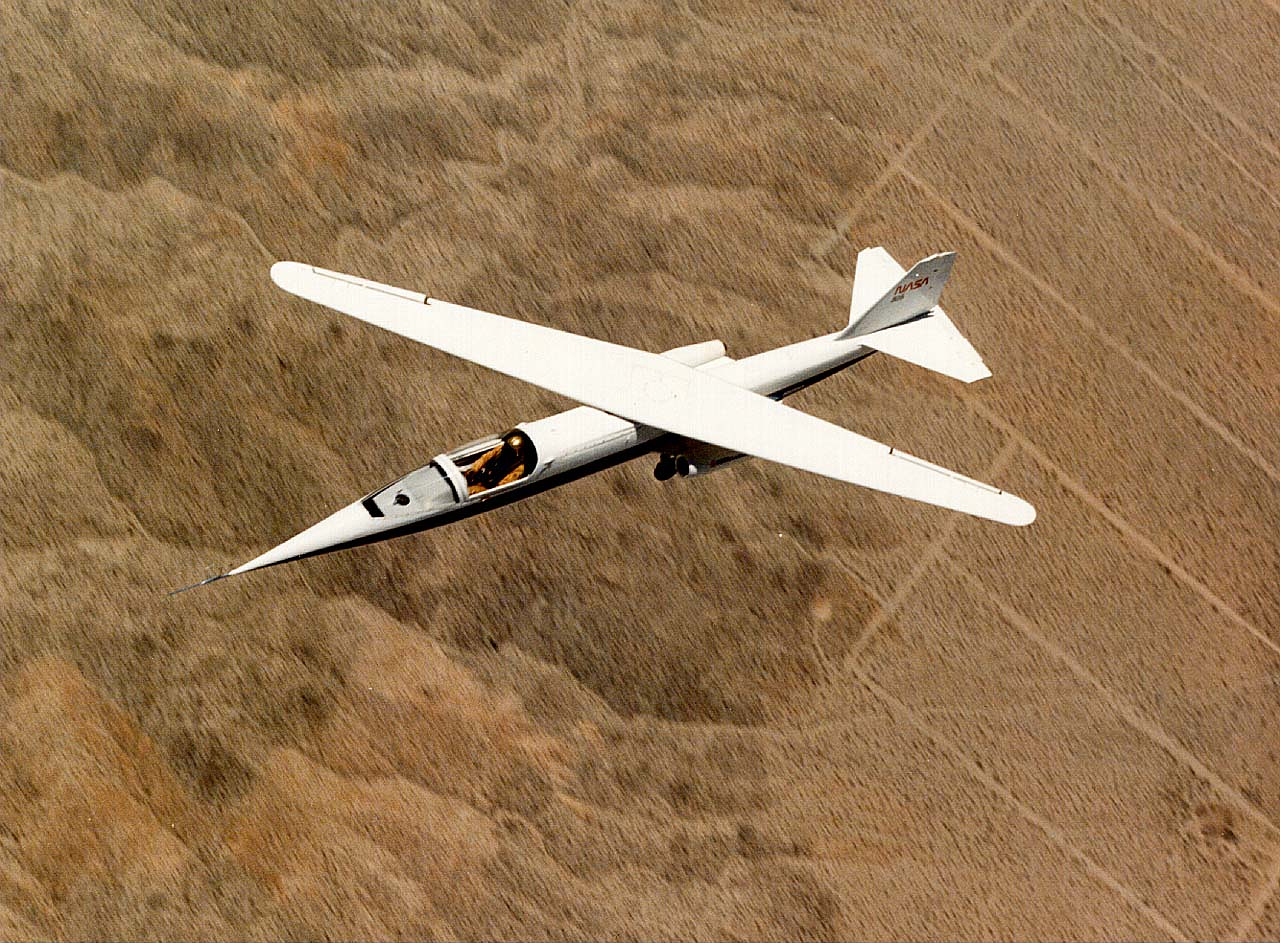
NASA AD-1.

L'idea dell'utilizzo di ali oblique era nato dalle già esistenti ali a geometria variabile, nonostante la prima nota progettazione di ala obliqua fu la Blohm & Voss P.202, proposta da Richard Vogt nel 1942. Il prototipo dell'aereo fu una piccola aerodina con motori jet che decollò nel 1976. L'AD-1 volò invece 79 volte nel corso della sua carriera tra il 1979 ed il 1982. L'ultimo volo fu effettuato nel corso di una dimostrazione a Oshkosh, Wisconsin. Nonostante i buoni risultati, l'ala obliqua non fu molto utilizzata in aeronautica.
Dopo il completamento del programma della fase dei test, l'AD-1 è stato ritirato ed è oggi in mostra al Hiller Aviation Museum di San Carlos in California.
Nel 2005 l'azienda statunitense Northrop Grumman ha dichiarato l'intenzione di sviluppare un UAV per conto della DARPA, il Northrop Grumman Switchblade, dotato anch'esso di ala obliqua.

## Descrizione tecnica
L'AD-1 era un piccolo jet bimotore. Per ragioni di sicurezza, la massima velocità raggiungibile era di 273 km/h ed il carrello, costituito da tre piccole ruote, era fisso. In fase di decollo e di atterraggio, le due semiali si trovavano in posizione rettilinea, mentre in volo, mano a mano che la velocità aumentava, le semiali iniziavano a ruotare attorno al proprio asse verticale fino a raggiungere un angolo di freccia massimo di 60°.

## Specifiche[5]
- Equipaggio: 1 (pilota)
- Lunghezza: 11,83 m
- Larghezza: 9,85 m
- Larghezza alare: 4,93 m
- Altezza: 2,06 m
- Superficie alare: 8,6 m²
- Profilo alare: NACA 3612-02, 40[6]
- Peso a vuoto: 658 kg
- Peso lordo: 973 kg
- Capacità serbatoio: 300 l
- Motori: 2 Microturbo TRS-18 da 0,98 kN ciascuno
- Velocità massima: 322 km/h
- Ceiling service: 3 658 m